# Хопкинс (окръг, Кентъки)
Окръг Хопкинс (на английски: Hopkins County) е окръг в щата Кентъки, Съединени американски щати. Площта му е 1435 km², а населението - 46 519 души (2000). Административен център е град Мадисънвил.